# Amphoe Sung Noen

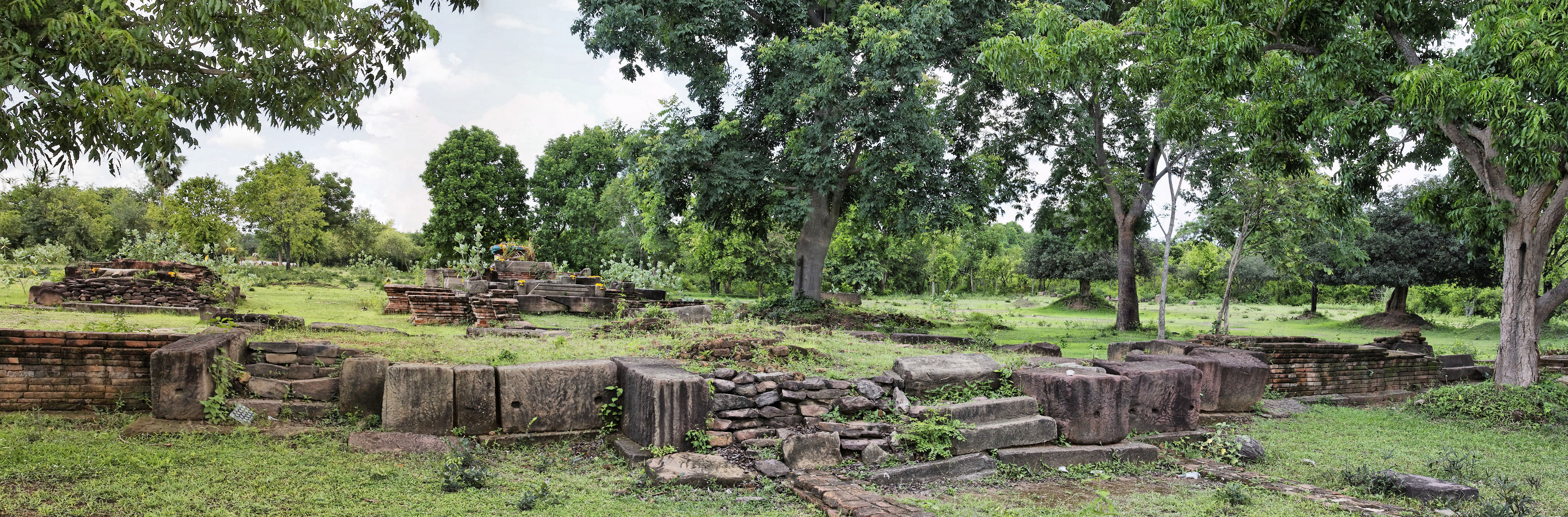
Mueang Sema

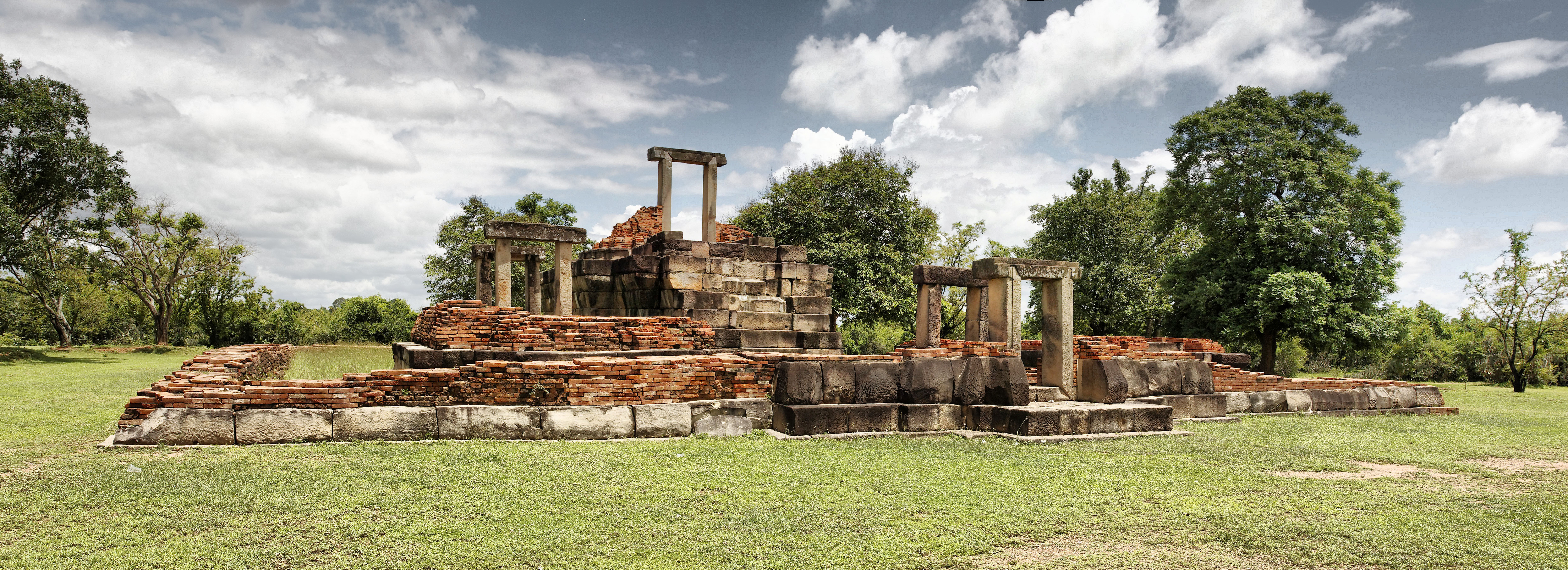
Prasat Non Ku

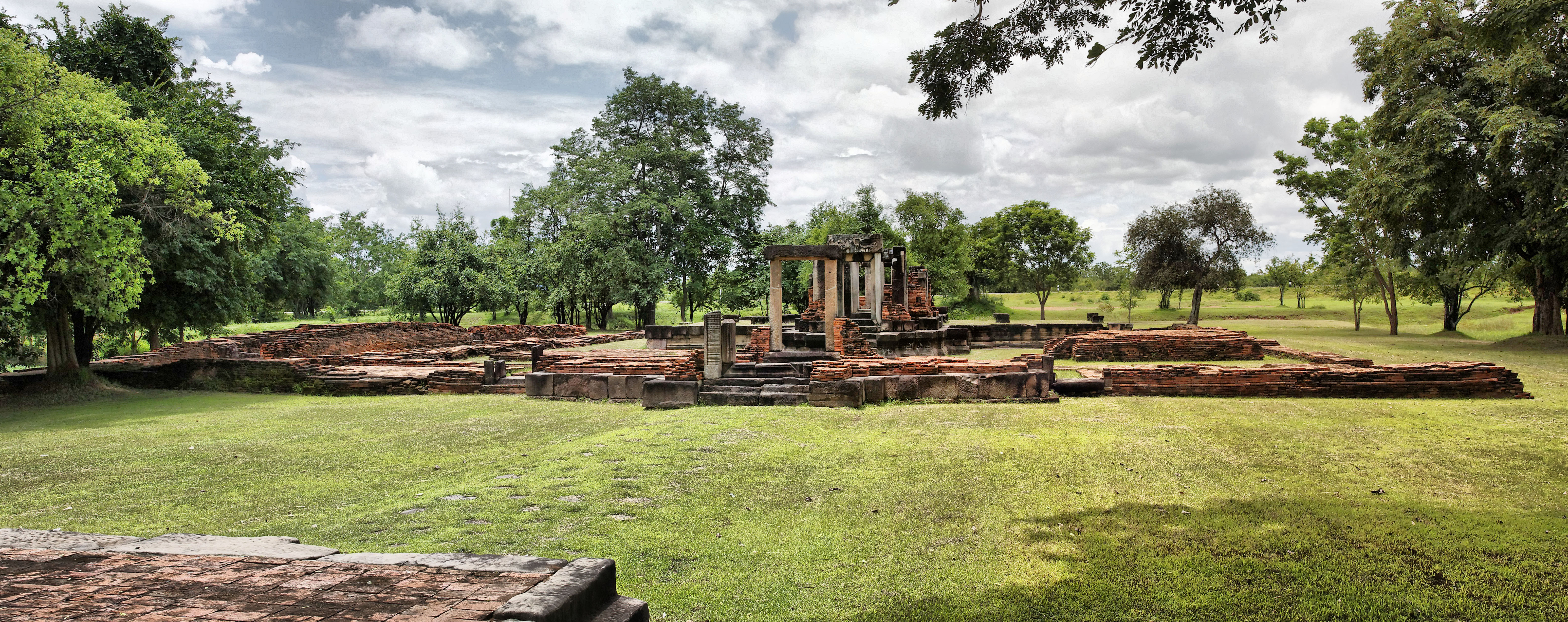
Prasat Mueang Khaek

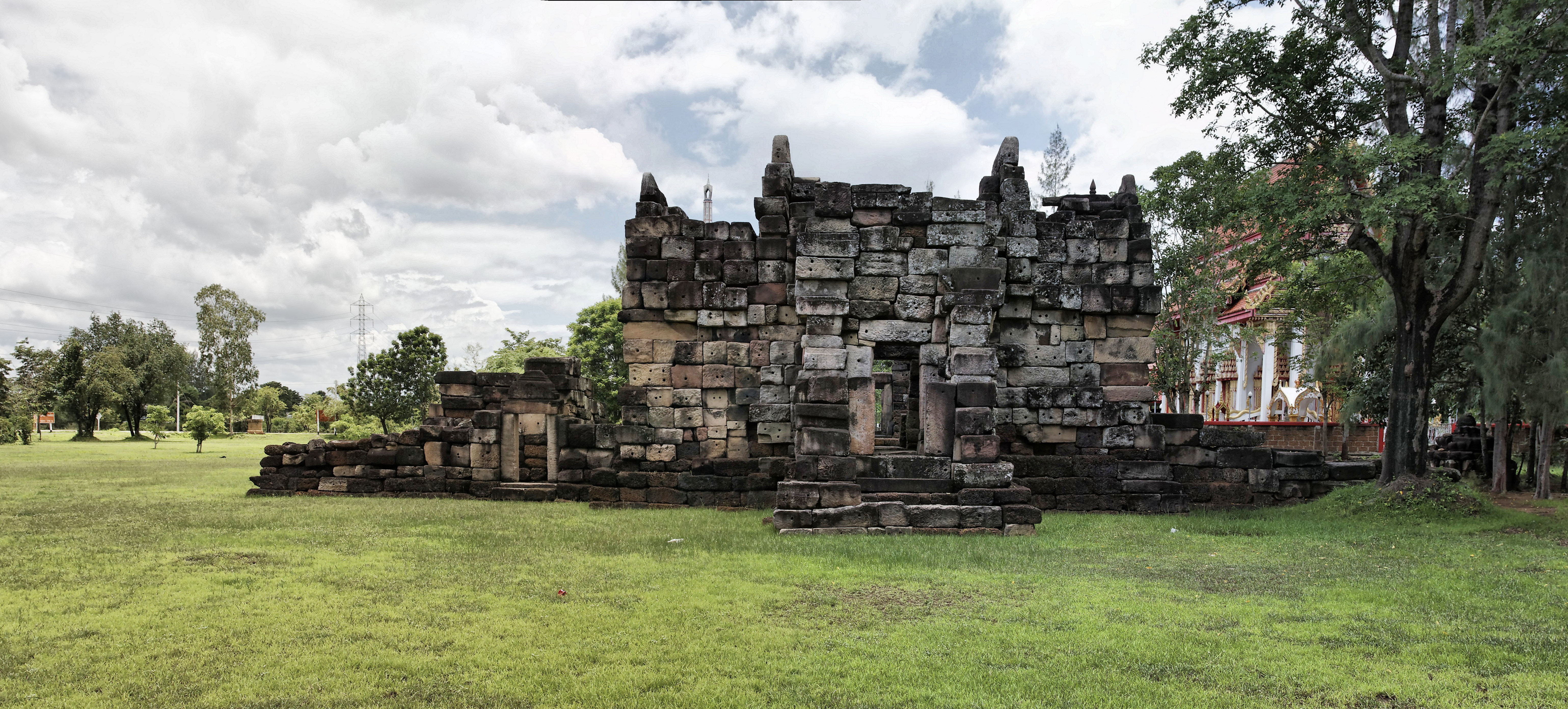
Prasat Mueang Kao

Amphoe Sung Noen (in Thai: อำเภอ สูงเนิน) ist ein Landkreis (Amphoe – Verwaltungs-Distrikt) im Zentrum der Provinz Nakhon Ratchasima. Die Provinz Nakhon Ratchasima liegt in der Nordostregion von Thailand, dem so genannten Isan. 

## Geographie
Sung Noen liegt etwa 36 Kilometer entfernt von der Provinzhauptstadt Nakhon Ratchasima.
Benachbarte Kreise (von Norden im Uhrzeigersinn): die Amphoe Dan Khun Thot, Kham Thale So, Mueang Nakhon Ratchasima, Pak Thong Chai, Wang Nam Khiao und Sikhio. Alle Amphoe liegen in der Provinz Nakhon Ratchasima.

## Geschichte
Im Tambon Khorat hat es einst zwei Städte gegeben, Mueang Sema (เมืองเสมา) und Mueang Khorakapura (เมืองโคราฆปุระ). Sie lagen in der Nähe des Maenam Lam Takhong. Als dieser für längere Zeit austrocknete, sollen die Einwohner der beiden Städte zur Zeit von König Narai zu der Stelle umgezogen sein, an der noch heute die Provinz-Hauptstadt steht. Das Fine Arts Department hat dort Ausgrabungen gemacht und datiert Mueang Sema auf die Dvaravati-Periode.
Eine Inschrift deutet auf das alte Reich Canasapura hin.

## Sehenswürdigkeiten
Die ovalen Stadtbefestigungen von Mueang Sema sind etwa 2 Kilometer lang und 1,4 Kilometer breit. Sehenswert ist dort im Wat Thammachak eine fast 12 Meter lange liegende Buddha-Statue aus Sandstein. 
In Mueang Khorakapura (เมืองโคราฆปุระ) wurden einige Ruinen von Khmer-Tempeln gefunden, zum Beispiel Prasat Non Ku (ปราสาทโนนกู่), Prasat Mueang Khaek (ปราสาทเมืองแขก) und Prasat Mueang Kao (ปราสาทเมืองเก่า).

## Verkehr
Durch Amphoe Sung Soen verläuft die Nordoststrecke der thailändischen Eisenbahn. Außerdem wird der Bezirk von den Nationalstraßen 2 (Thanon Mittraphap) und 24 durchschnitten.

## Verwaltung

### Provinzverwaltung
Der Landkreis Sung Noen ist in elf Tambon („Unterbezirke“ oder „Gemeinden“) eingeteilt, die sich weiter in 127 Muban („Dörfer“) unterteilen.
| Nr. | Name        | Thai      | Muban | Einw.  |
| --- | ----------- | --------- | ----- | ------ |
| 1.  | Sung Noen   | สูงเนิน     | 15    | 19.505 |
| 2.  | Sema        | เสมา      | 16    | 09.235 |
| 3.  | Khorat      | โคราช     | 08    | 02.634 |
| 4.  | Bung Khilek | บุ่งขี้เหล็ก   | 13    | 04.428 |
| 5.  | Non Kha     | โนนค่า     | 08    | 04.935 |
| 6.  | Khong Yang  | โค้งยาง    | 08    | 02.646 |
| 7.  | Makluea Kao | มะเกลือเก่า | 20    | 12.605 |
| 8.  | Makluea Mai | มะเกลือใหม่ | 12    | 07.972 |
| 9.  | Na Klang    | นากลาง    | 09    | 06.372 |
| 10. | Nong Takai  | หนองตะไก้  | 12    | 06.907 |
| 11. | Kut Chik    | กุดจิก      | 06    | 04.728 |

### Lokalverwaltung
Es gibt zwei Kommunen mit „Kleinstadt“-Status (Thesaban Tambon) im Landkreis:
- Kut Chik (Thai: เทศบาลตำบลกุดจิก) besteht aus Teilen der Tambon Na Klang und Kut Chik.
- Sung Noen (Thai: เทศบาลตำบลสูงเนิน) besteht aus Teilen des Tambon Sung Noen.

Außerdem gibt es elf „Tambon-Verwaltungsorganisationen“ (องค์การบริหารส่วนตำบล – Tambon Administrative Organizations, TAO):
- Sung Noen (Thai: องค์การบริหารส่วนตำบลสูงเนิน)
- Sema (Thai: องค์การบริหารส่วนตำบลเสมา)
- Khorat (Thai: องค์การบริหารส่วนตำบลโคราช)
- Bung Khilek (Thai: องค์การบริหารส่วนตำบลบุ่งขี้เหล็ก)
- Non Kha (Thai: องค์การบริหารส่วนตำบลโนนค่า)
- Khong Yang (Thai: องค์การบริหารส่วนตำบลโค้งยาง)
- Makluea Kao (Thai: องค์การบริหารส่วนตำบลมะเกลือเก่า)
- Makluea Mai (Thai: องค์การบริหารส่วนตำบลมะเกลือใหม่)
- Na Klang (Thai: องค์การบริหารส่วนตำบลนากลาง)
- Nong Takai (Thai: องค์การบริหารส่วนตำบลหนองตะไก้)
- Kut Chik (Thai: องค์การบริหารส่วนตำบลกุดจิก)